# Arco do Triunfo de Narva
O Arco do Triunfo de Narva (em russo: На́рвские триумфа́льные воро́та) foi construído na vasta Praça Narva (conhecida como Praça Stachek desde 1923), em São Petersburgo, na Rússia, em 1814 para comemorar a vitória russa sobre Napoleão. A estrutura de madeira foi construída na estrada de Narva com o propósito de cumprimentar os soldados que estavam retornando do exterior depois de sua vitória sobre Napoleão. O arquiteto do Arco original de Narva foi Giacomo Quarenghi. O monumento foi concebido para rivalizar com o Arco do Triunfo do Carrossel em Paris, originalmente erguido para celebrar a vitória de Napoleão sobre os Aliados em Austerlitz, mas o material utilizado foi um gesso resistente às intempéries que nunca foi destinado a ser permanente.

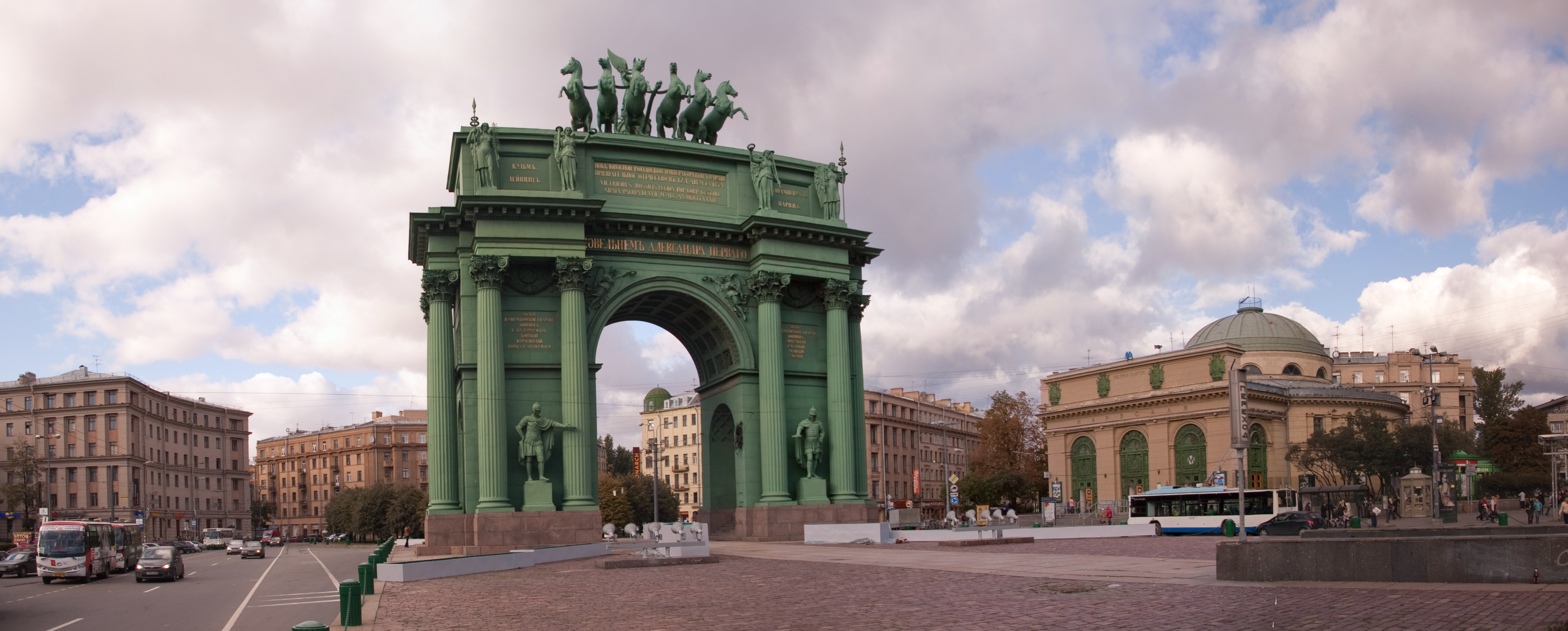
O Arco do Triunfo de Narva.

Entre 1827 e 1834 Vasily Stasov redesenhou e reconstruiu o arco em pedra em. Um portão similar, o Arco do Triunfo de Moscou, também desenhado por Stasov, foi erguido na estrada que conduz a Moscou. O escultor Vasily Demut-Malinovsky foi responsável pela decoração escultural do arco. Como tem sido convencional desde os tempos do Império Romano, esculturas de Fama oferecendo coroas de louro para encher as enjuntas do arco central. O entablamento principal quebra audaciosamente em frente sobre colunas compósitas emparelhadas que flanqueiam a abertura e suportam esculturas colossais. Nice, a Deusa da Vitória está sobre o arco, em um carro triunfal e seis cavalos, esculpidos por Peter Clodt von Jürgensburg, em vez do tradicional Quadriga.
Nem o arco nem o Almirantado russo foram protegidos dos bombardeios de artilharia durante o Cerco de Leningrado. O arco foi restaurado em 1951.  Um pequeno museu militar foi aberto na parte superior do arco em 1989. No início do século XXI o portão foi restaurado e de acordo com peritos, em agosto de 2009 o arco estava em uma boa condição.